# Pozna pomlad
Pozna pomlad je deveti studijski album slovenske pop rock skupine Avtomobili. Izšel je leta 2012 pri ZKP RTV Slovenija.

## Seznam pesmi
Vso glasbo je napisal Mirko Vuksanović, vsa besedila pa Marko Vuksanović, razen kjer je to navedeno.
1. "Bar pozabe" – 4:16
2. "Kaj si hotel" – 3:41
3. "Lepotica dneva" – 4:36
4. "Moj mir" – 3:22
5. "Na bregu" (besedilo: Simon Gregorčič) – 3:20
6. "Netopir" – 4:00
7. "Palme gorijo" – 3:48
8. "Poslušaj" – 3:59
9. "Sladka svetloba" – 3:22
10. "Pozna pomlad" – 6:59

## Zasedba
Avtomobili
- Marko Vuksanović — glavni vokal
- Mirko Vuksanović — klaviature
- Boštjan Andrejc - Bushy — kitara, spremljevalni vokal
- David Šuligoj — bas kitara, spremljevalni vokal
- David Morgan — bobni

Gostujoči glasbeniki
- Rok Škarabot — tolkala (2, 3, 4, 7, 9)
- Marko Lasić — bobni (5, 6)
- Rudi Bučar — spremljevalni vokal (5)

Tehnično osebje
- Borut Čelik — inženir, miksanje
- Bojan Horvat — fotografiranje
- Jasna Vuksanović — oblikovanje
- Andrej Maver — oblikovanje naslovnice